# Iastrubivka, Krasnohvardiiske
Iastrubivka (în ucraineană Яструбівка) este un sat în comuna Klepînine din raionul Krasnohvardiiske, Republica Autonomă Crimeea, Ucraina.

## Demografie
Componența lingvistică a localității Iastrubivka
     Rusă (61,16%)
     Tătară crimeeană (27,69%)
     Ucraineană (9,09%)
Conform recensământului din 2001, majoritatea populației localității Iastrubivka era vorbitoare de rusă (61,16%), existând în minoritate și vorbitori de tătară crimeeană (27,69%) și ucraineană (9,09%).